# Greg Oden
Gregory Wayne "Greg" Oden, Jr., född 22 januari 1988 i Buffalo i New York, är en amerikansk basketspelare.

## NBA-karriär
Greg Oden valdes som nummer ett i draften 2007 av Portland Trail Blazers i NBA.
Under sina tre första år i NBA missade Greg Oden mer än hälften av alla matcher. Han missade hela sin första och hela sin fjärde säsong. Den 18 november 2010 gick hans NBA-lag, Portland Trail Blazers, ut med att han missar hela säsongen 2010/2011 på grund av operation för en knäskada. Det är dock inte det knät som spolierade hans två första säsonger i ligan utan det andra knät.
Inför säsongen 2013/14 skrev han på för NBA-vinnarna Miami Heat.